# Wybory parlamentarne w Hiszpanii w 1931 roku
Wybory parlamentarne w Hiszpanii w 1931 roku zostały przeprowadzone 28 czerwca 1931 roku. Wybory wygrała Hiszpańska Socjalistyczna Partia Robotnicza zdobywając 24,5% poparcia i 115 mandatów w parlamencie.
| Partia                                      | % głosów | Liczba mandatów |
| ------------------------------------------- | -------- | --------------- |
| Hiszpańska Socjalistyczna Partia Robotnicza | 24,5     | 115             |
| Radykalna Partia Republikańska              | 20,2     | 90              |
| Radykalna Partia Socjalistyczna             | 12,5     | 59              |
| Republikańska Lewica Katalonii              | 6,5      | 31              |
| Akcja Ludowa                                | 5,9      | 28              |
| Partia Agrarna                              | 5,5      | 26              |
| Partia Postępowa                            | 4,6      | 22              |
| Federaliści                                 | 3,6      | 17              |
| Galicyjska Republika Federalna              | 3,4      | 16              |
| Baskijska Partia Nacjonalistyczna           | 2,1      | 10              |
| Tradycjonaliści                             | 2,1      | 10              |
| Postępowa Partia Republikańska              | 1,2      | 6               |
| Radykałowie                                 | 1,1      | 5               |
| Republikańska Partia Konserwatywna          | 0,6      | 3               |
| Pozostałe partie prawicowe                  | 0,6      | 3               |
| Pozostali                                   | 4,0      | 19              |
| Suma                                        | 100,0    | 464             |